# Lyndon LaRouche

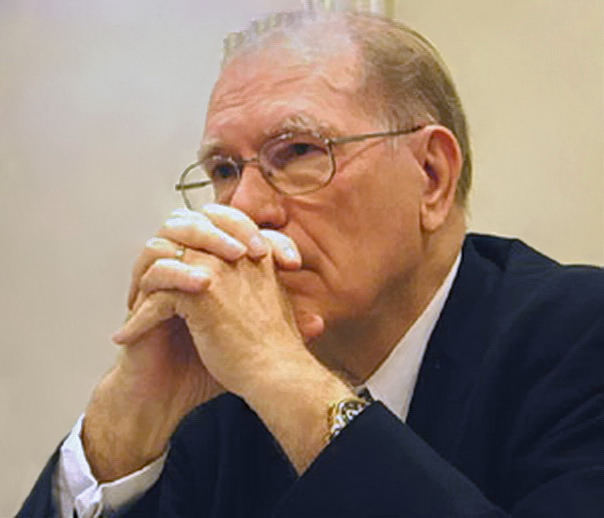
Lyndon LaRouche (2006)

Lyndon Hermyle LaRouche, Jr. (* 8. September 1922 in Rochester, New Hampshire; † 12. Februar 2019) war ein amerikanischer Politaktivist, der die transnational agierende LaRouche-Bewegung mitgründete. Ab 1976 bewarb er sich mehrfach erfolglos für das Amt des Präsidenten der Vereinigten Staaten. Zunächst kandidierte er für die von ihm geleitete „U.S. Labor Party“, später bemühte er sich erfolglos bei den Vorwahlen um die Kandidatur für die Demokraten.
Die von ihm initiierte Bewegung ist mit verschiedenen Organisationen auch in Deutschland aktiv. Kirchliche Sektenbeauftragte unterstellten Elementen das Hegen von Endzeitvisionen und ein Streben nach einem radikalen Gesellschaftsumbau.

## Positionen
LaRouche war ein Gegner des gegenwärtigen Weltwirtschaftssystems, dem er einen baldigen Zusammenbruch voraussagte. Als Alternative propagierte er ein „neues Bretton-Woods-System“ mit festen Wechselkursen, eine protektionistische Wirtschaftspolitik und eine Reihe von Technologieprojekten. Er hielt unter anderem massive Investitionen beispielsweise zur Erweiterung der Neuen eurasischen Kontinentalbrücke für notwendig. LaRouche war ein Verschwörungstheoretiker, der die Gegner seiner Bewegung etwa in der Bank of England, dem Club of Rome und vielen Einzelpersönlichkeiten sah, die Teil einer weltweiten Verschwörung sein sollen, deren Aktivitäten gegen das Leben, gegen Wachstum und gegen Wissenschaft und Fortschritt gerichtet sind. Für Terrorismus, Kriege, AIDS und andere Übel machte LaRouche jeweils aktuelle weltverschwörerische Zentren verantwortlich, die er beliebig variierte.
LaRouche war nach herkömmlichen Maßstäben politisch schwer einzuordnen. Sein Vorschlag zur Errichtung eines neuen Bretton Woods wies einige Parallelen zur globalisierungskritischen Linken auf. Dennoch stieß seine Bewegung dort auf Ablehnung, unter anderem aufgrund seiner Begeisterung für die zivile Nutzung der Kern- und Fusionsenergie, insbesondere für den Typus des Kugelhaufenreaktors (Pebble Bed Modular Reactor, PBMR), welcher mit der Möglichkeit der Herstellung von relativ reinem Uran-233 ein Proliferationsrisiko darstellt.
LaRouche äußerte sich zudem mehrfach antisemitisch. Er wies einen Vorwurf des Antisemitismus zurück.

## Haftstrafe
LaRouche wurde 1988 unter anderem wegen Betrugs zu 15 Jahren Haft verurteilt, bewarb sich 1992 aus dem Gefängnis heraus um die Präsidentschaftskandidatur. Zwei Jahre darauf erfolgte seine vorzeitige Haftentlassung, bevor er seinen Lebensabend in Leesburg (Virginia) zubrachte. Er sah in der Verurteilung einen Versuch, ihn als Politiker zu „eliminieren“. Sie sei das Ergebnis einer Verschwörung unter der Leitung Henry Kissingers, in die neben dem FBI auch das Wall Street Journal, der Fernsehsender NBC, die Zeitschrift Reader’s Digest und die Anti-Defamation League verwickelt seien.

## LaRouche-Bewegung
LaRouches Theorien wurden lange nahezu ausschließlich von Organisationen vertreten, die der nach ihm benannten „LaRouche-Bewegung“ nahestehen. In Deutschland sind dies vor allem die von LaRouches Witwe Helga Zepp-LaRouche geführte Bürgerrechtsbewegung Solidarität und das ebenfalls von ihr geführte Schiller-Institut.
Die „LaRouche-Gruppe“ bestand aus vielen Einzelorganisationen, Parteien, nichtkommerziellen Organisationen und Firmen. Das Spektrum im Umgang mit weltanschaulichen und politischen Gegnern war nicht unbedingt von allseitiger Toleranz geprägt.
Anfang der 1980er Jahre sorgte LaRouche dafür, dass sich in seinem Begleitkonvoi immer mindestens acht bewaffnete Bodyguards befanden, die angewiesen wurden, sofort das Feuer zu eröffnen, sobald ein Fremdfahrzeug versuchte, in den Konvoi einzudringen. Nach Aussage von LaRouche tarnten sich seine Sicherheitsleute aus Sicherheitsgründen u. a. als Reporter.
In den 1980er Jahren war LaRouche Mitgründer der Initiative “Prevent AIDS Now Initiative Committee (PANIC)”. Es wurde in Kalifornien neben einer Verbesserung von sanitären Anlagen unter anderem die Ausrufung des Ausnahmezustandes gefordert. Von Medizinern wurden die Vorschläge kritisiert, da diese Ängste in der Bevölkerung schürten und wenig zur Prävention beitrügen.
Die Gruppe sympathisierte mit dem irakischen Diktator Saddam Hussein. Zum damaligen Regime des Irak bestanden bereits Mitte der 1970er Jahre Kontakte. Mit Beginn der 1990er Jahre solidarisierte man sich mit Islamisten. Es gab Verbindungslinien von der „LaRouche-Gruppe“ zum islamisch-fundamentalistischen Regime von Umar al-Baschir und zur militant antisemitischen Gruppierung Nation of Islam (NOI) von Louis Farrakhan. Während des zweiten Golfkrieges kooperierte man erneut mit dem Irak, und LaRouche-Vertraute besuchten regelmäßig das Land. Den Irakkrieg 2003 lehnte LaRouche ab, jedoch nicht wegen einer Ablehnung von Imperialismus, sondern weil der Krieg laut LaRouche das Ziel hatte, die US-Wirtschaft zu schädigen.

## Bündnisse und Medienkanäle

### Politische Akteure
Mit der Bürgerrechtsbewegung Solidarität (BüSo) tritt Helga Zepp-LaRouche regelmäßig bei Wahlen als Spitzenkandidatin an, kam jedoch nie über einen Stimmenanteil von 0,5 Prozent. Die Partei BüSo entstand 1992 in inhaltlicher und personeller Kontinuität aus ihren Vorläufern, Patrioten für Deutschland und der Europäischen Arbeiter-Partei. Für Deutschland forderte die BüSo zur Bundestagswahl 2021 die Kündigung der EU-Verträge und die Wiedereinführung der D-Mark. 1996 hatte die damalige Bundesregierung die Europäische Arbeiter-Partei (EAP) in einer Antwort auf eine kleine Anfrage von Abgeordneten von CDU/CSU und FDP als Politsekte bezeichnet.
Das LaRouche PAC (Lyndon LaRouche Political Action Committee; Leesburg, Virginia) wurde als Sammlungsvereinigung des Politikers bekannt.

### Dr. Böttiger-Verlag
Als Hausverlag von LaRouche gilt der „Dr. Böttiger-Verlag“. Er gibt die Zeitschrift „Fusion“ heraus. Auch verlegt der Verlag das „Executive Intelligence Review“ (EIR).

### „Code“
Unter erheblichem Einfluss von Lyndon LaRouche stand temporär die Zeitschrift Code. Das Monatsmagazin des Herausgebers Ekkehard Franke-Gricksch erschien bis November 1995, publiziert im Diagnosen-Verlag. Die Publikation verbreitete gemäß Verfassungsschutzbericht 1992 schwerpunktmäßig revisionistischen, die Kriegsschuld und NS-Verbrechen leugnenden Inhalt. Lizenznehmerin der deutschsprachigen Ausgaben war 1980 die C.O.D.E. Verlagsanstalt in Vaduz. Das Magazin ging 1996 in der Zeitschrift Memopress auf.

### „Executive Intelligence Review“ (EIR)
Seit 1974 gibt das LaRouche-Netzwerk das Magazin Executive Intelligence Review (EIR) heraus. EIR wurde unter anderem vom deutschen Verschwörungstheoretiker Jo Conrad in seinem Buch „Entwirrungen“ als Quelle für eigene Aussagen zitiert.

## Publikationen (Auswahl)
- Kreditschöpfung ohne Inflation. Campaigner Publications Deutschland, Wiesbaden 1981, ISBN 3-922734-00-6.
- Es gibt keine Grenzen des Wachstums. Campaigner Publications Deutschland, Wiesbaden 1984, ISBN 3-922734-04-9.
- Verteidigung des gesunden Menschenverstandes. Böttiger, Wiesbaden 1990, ISBN 3-925725-09-1.
- Ein Wirtschaftswunder für Osteuropa (mit Jonathan Tennenbaum). Böttiger, Wiesbaden 1991, ISBN 3-925725-12-1.
- Christentum und Wirtschaft. Die wissenschaftlichen Grundlagen einer neuen, gerechten Weltwirtschaftsordnung. Böttiger, Wiesbaden 1992, ISBN 3-925725-17-2.
- So streng wie frei. Gesetzmässigkeiten schöpferischen Denkens in Wissenschaft und Kunst. Böttiger, Wiesbaden 1994, ISBN 3-925725-21-0.
- Der Weg zum Aufschwung. Die globale Krise und wie sie gelöst werden kann. Böttiger, Wiesbaden 1999, ISBN 3-925725-33-4.
- Die kommenden 50 Jahre. Dialog der Kulturen Eurasiens. Böttiger, Wiesbaden 2006, ISBN 3-925725-54-7.